# Presidente da Junta de Comunidades de Castela-Mancha
O Presidente da Junta de Comunidades de Castela-Mancha (castelhano: Presidente de la Junta de Comunidades de Castilla-La Mancha) é o chefe de governo da comunidade autônoma de Castela-Mancha, na Espanha. Além disso, desempenha a representação ordinária do Estado espanhol na região, dirige a ação do Conselho de Governo e coordena as funções de seus membros. A sede da presidência está localizada no Palácio de Fuensalida, em Toledo.
Desde 2015, a Presidência da Junta de Comunidades é exercida por Emiliano García-Page, do Partido Socialista Operário Espanhol.

## Eleição
Após as eleições para as Cortes de Castela-Mancha, o mesmo Parlamento elegerá, entre seus membros, o Presidente da Junta de Comunidades, que também será o Presidente do Conselho de Governo da região.
Uma vez eleito o Presidente da Junta de Comunidades pelas Cortes, o cargo será oficializado pelo Rei da Espanha, que procederá à nomeação do Presidente. Após isso, a Presidência procederá à nomeação dos Conselheiros e à distribuição das funções executivas entre eles.

## Lista de Presidentes da Junta de Comunidades

### Pré-autonomia
Os presidentes da Instituição pré-autonómica foram:
- Antonio Fernández-Galiano (UCD), de 29 de novembro de 1978 a 1 de fevereiro de 1982;
- Gonzalo Payo (UCD), de 1 de fevereiro de 1982 a 22 de dezembro de 1982;
- Jesús Fuentes Lázaro (PSOE), de 22 de dezembro de 1982 a 6 de junho de 1983.

### Presidentes Autônomos
| N.º | Nome                             | Imagem | Legislatura                                        | Data do Real Decreto | Data do Real Decreto | Partido | Partido |
| N.º | Nome                             | Imagem | Legislatura                                        | Nomeação             | Destituição          | Partido | Partido |
| --- | -------------------------------- | ------ | -------------------------------------------------- | -------------------- | -------------------- | ------- | ------- |
| 1   | José Bono Martínez               |        | i                                                  | 6 de junho de 1983   | 17 de abril de 2004  |         | PSOE    |
| 1   | José Bono Martínez               | ii     |                                                    | 6 de junho de 1983   | 17 de abril de 2004  |         | PSOE    |
| 1   | José Bono Martínez               | iii    |                                                    | 6 de junho de 1983   | 17 de abril de 2004  |         | PSOE    |
| 1   | José Bono Martínez               | iv     |                                                    | 6 de junho de 1983   | 17 de abril de 2004  |         | PSOE    |
| 1   | José Bono Martínez               | v      |                                                    | 6 de junho de 1983   | 17 de abril de 2004  |         | PSOE    |
| 1   | José Bono Martínez               | vi     |                                                    | 6 de junho de 1983   | 17 de abril de 2004  |         | PSOE    |
| 2   | José María Barreda Fontes        |        | 28 de abril de 2004 (Em funções desde 17 de abril) | 21 de junho de 2011  |                      |         | PSOE    |
| 2   | José María Barreda Fontes        | vii    | 28 de abril de 2004 (Em funções desde 17 de abril) | 21 de junho de 2011  |                      |         | PSOE    |
| 3   | María Dolores de Cospedal García |        | viii                                               | 21 de junho de 2011  | 2 de julho de 2015   |         | PP      |
| 4   | Emiliano García-Page Sánchez     |        | IX X                                               | 2 de julho de 2015   | -                    |         | PSOE    |